# Mennica Stanów Zjednoczonych
Mennica Stanów Zjednoczonych (ang. U.S. Mint lub United States Mint) – jednostka podległa Departamentowi Skarbu Stanów Zjednoczonych, odpowiedzialna za projektowanie oraz wybijanie krajowych monet obiegowych, kolekcjonerskich, bulionowych, medali. Dystrybuuje monety do banków Rezerwy Federalnej i sprawuje kuratelę nad państwowymi aktywami w srebrze i złocie. Mennica może wybijać również monety dla podmiotów zagranicznych.

## Historia
W 1792 roku Kongres Stanów Zjednoczonych uchwalił Coinage Act, który powołał do życia krajową mennicę oraz przedstawił m.in. regulacje dotyczące monet złotych, srebrnych i miedzianych (wartości monet, stopy metali, legendy monet, stosunek wartości złota do srebra). Dotychczas, w okresie kolonialnym, na obszarze brytyjskich kolonii obowiązywała waluta zagraniczna lub władz kolonialnych. Pierwsza siedziba mennicy mieściła się w Filadelfii, która w tamtym czasie była stolicą. Pierwszym dyrektorem został naukowiec i astronom David Rittenhouse. Pierwszymi monetami wybijanymi przez mennicę były centówki, półcentówki, pięciocentówki (half dime), dziesięciocentówki (dime), półdolarówki, jednodolarówki, dwu i półdolarówki (Quarter Eagle), pięciodolarówki (Half Eagle) i dziesięciodolarówki (Eagle). W 1793 roku mennica dostarczyła pierwsze 11 178 sztuk miedzianych centów. Produkcja była wówczas powolna, jedna prasa mogła wybić kilkadziesiąt monet na minutę.
W 1801 roku mennica w Filadelfii zaczęła wybijać duże srebrne i brązowe medale, które miały być wręczane indiańskim wodzom na znak pokoju. Użyli ich m.in. Meriwether Lewis i William Clark podczas swojej ekspedycji.
W XIX wieku Stany Zjednoczone doświadczyły dwóch gorączek złota: w Północnej Karolinie i Georgii. Mennica w Filadelfii nie nadążała z przetopem, rafinacją złota oraz wybijaniem z niego monet. W związku z tym w 1835 roku Kongres przegłosował prawo pozwalające utworzyć oddziały mennicy w Nowym Orleanie, Dahlonedze i Charlotte. Dwie ostatnie miały specjalizować się w wybijaniu monet złotych, z kolei w Nowym Orleanie bito zarówno złote, jak i srebrne monety. Dla zwiększenia liczby wybijanych w mennicy monet, 23 marca 1836 roku wprowadzono do użytku maszyny parowe. Był to rezultat zaplanowanej wyprawy Franklina Peale’a do Europy, podczas której miał poznać techniki produkcji monet na Starym Kontynencie. Dzięki pomocy parowych maszyn jedna prasa mennicza mogła wybić 100 monet na minutę.
3 marca 1849 roku Kongres zaakceptował emisję złotych jednodolarówek i dwudziestodolarówek (Double Eagle).

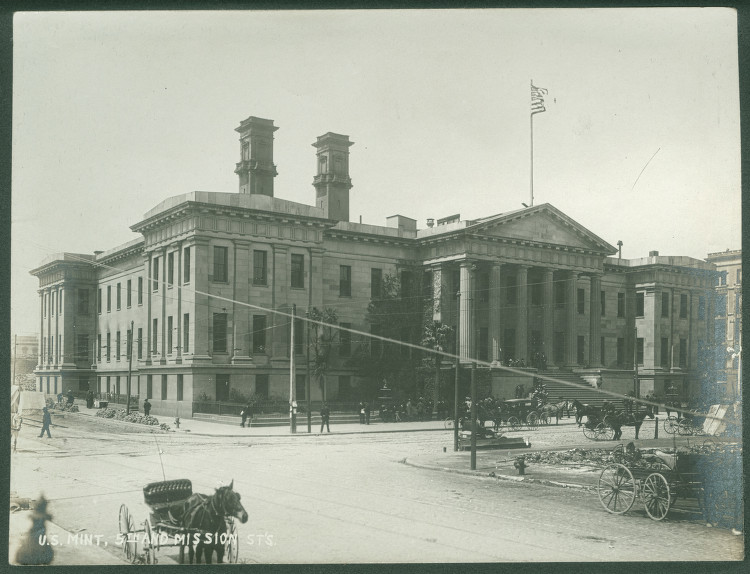
Budynek mennicy w San Francisco w 1909 roku

W trakcie wojny secesyjnej wojska Konfederacji zajęły wszystkie trzy południowe mennice, bijąc w nich później część monet na potrzeby rządu Konfederatów. W 1862 roku wojska Unii zdobyły trzy miasta, ale oddział w Dahlonedze nigdy nie został otwarty na nowo.
Gorączka złota w Kalifornii doprowadziła do tego, że transport złota do Filadelfii był długi i niebezpieczny. Żeby temu zapobiec, w 1854 roku otwarto kolejny oddział Mennicy Stanów Zjednoczonych w San Francisco. Jej zadaniem było wybijanie złotych monet. Do końca 1854 roku oddział ten wybił monety o wartości 4 084 207 dolarów. Cztery lata później miała miejsce gorączka złota w Kolorado. Doprowadziło to do otwarcia kolejnego oddziału mennicy, bowiem w 1862 roku Kongres zaakceptował otwarcie mennicy w Denver. Zajmowała się ona skupem, przetopem, rafinacją złota i odlewaniem sztabek. Dopiero w 1906 roku mennica wybiła swoje pierwsze monety.
22 kwietnia 1864 roku Sekretarz Skarbu Stanów Zjednoczonych zaakceptował propozycję dyrektora mennicy, aby na monecie o nominale dwóch centów pojawił się napis „In God We Trust”. Był to pierwszy raz, kiedy to motto pojawiło się na monetach.
W 1864 roku gorączka złota miała również miejsce w Oregonie, a w Dalles City otwarto nowy oddział mennicy. Ostatecznie oddział ten nie prowadził żadnych prac. W 1875 roku Kongres przekazał ten budynek władzom stanowym.

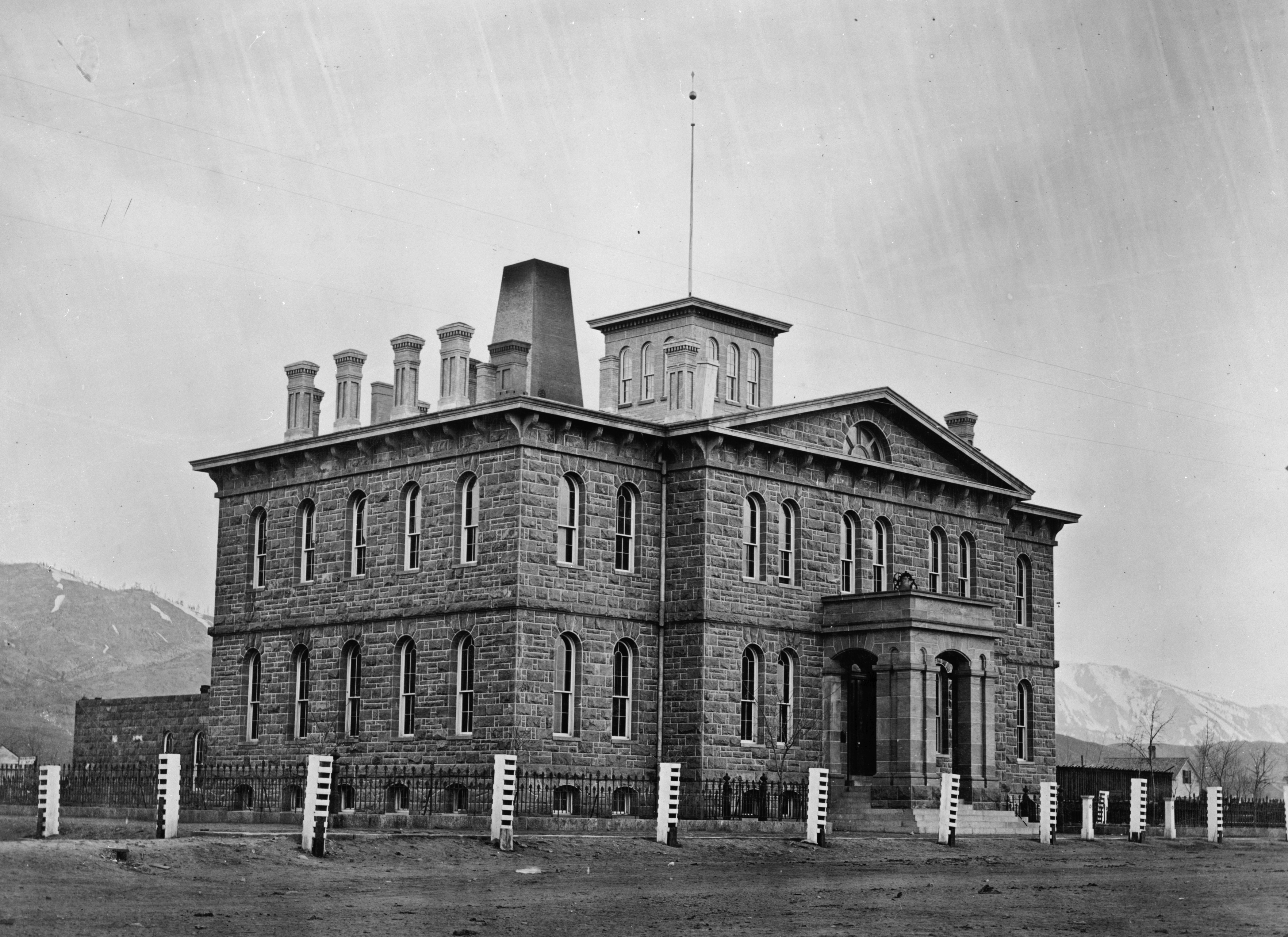
Budynek mennicy w Carson City w 1866 roku

Wraz z wydobyciem srebra w Comstock Lode w Nevadzie w 1859 roku Kongres zaaprobował powstanie oddziału Mennicy Stanów Zjednoczonych w Carson City. Mennica ta w szczytowym okresie produkowała monety o ośmiu denominacjach. Jednak w 1899 roku oddział utracił status mennicy wraz z wyczerpaniem się złóż srebra w okolicy. Oddział funkcjonował dalej jako urząd probierczy.
1 stycznia 1866 roku motto „In God We Trust” pojawiło się na monetach srebrnych i złotych. Wyjątkiem pozostały monety dziesięciocentówki, które były za małe na umieszczenie motta. 16 maja tego samego roku, na zlecenie Kongresu, mennica zaczyna wybijać niklowe pięciocentówki zamiast srebrnych.
W 1874 roku Kongres zezwolił Mennicy Stanów Zjednoczonych na wybijanie monet dla podmiotów zagranicznych pod warunkiem, że nie będzie to kolidować z pracami dla rządu. Dwa lata później zaczęto wybijać pierwszą zagraniczną monetę dla Wenezueli. Od 1878 roku, na mocy The Bland-Allison Act, Mennica Stanów Zjednoczonych może wybijać srebrne jednodolarówki.

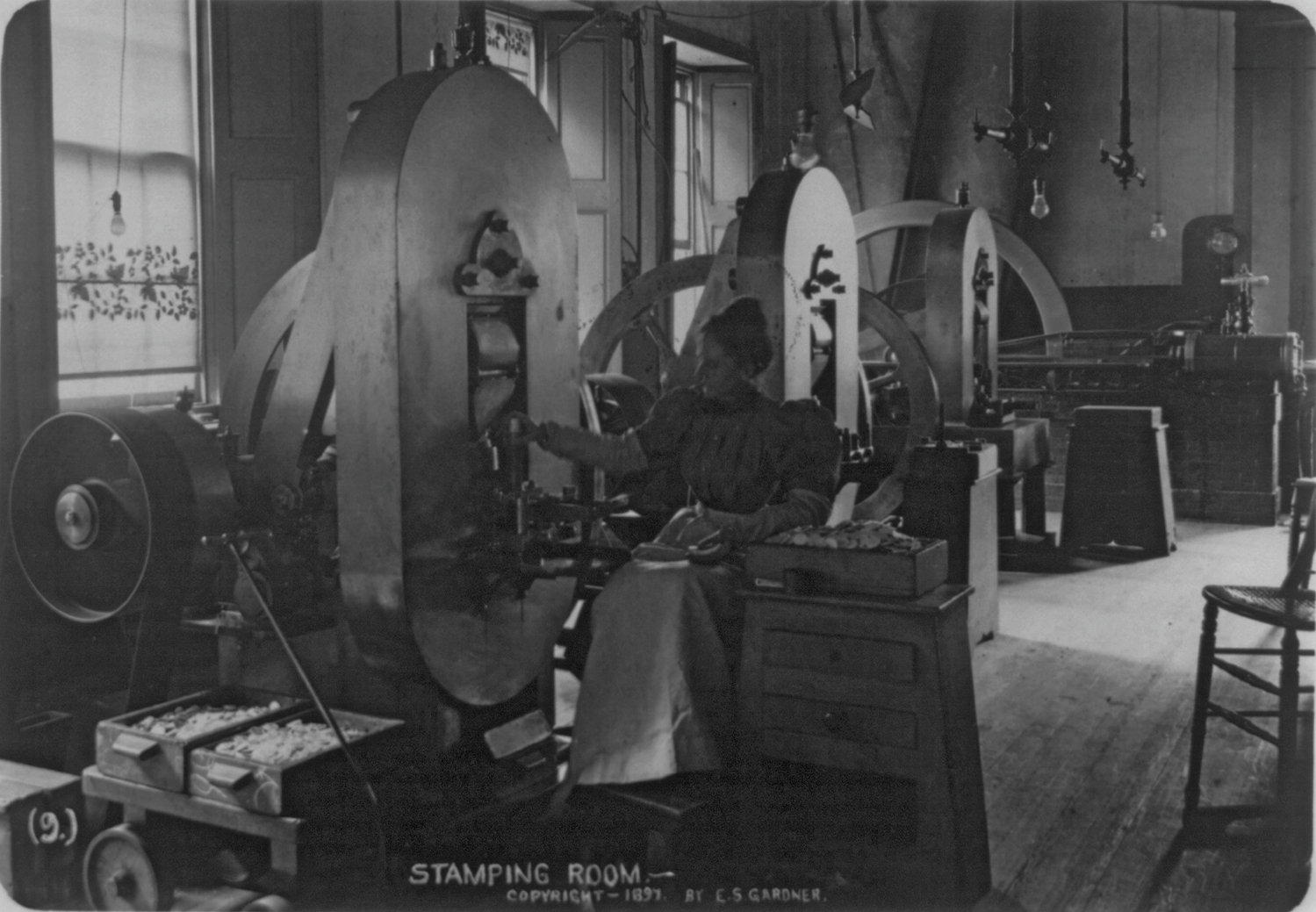
Prasy mennicze w Nowym Orleanie w 1897 roku

5 sierpnia 1892 roku zezwolono na wybicie pierwszej monety okolicznościowej. Była to srebrna półdolarówka z Kolumbem, którą wybito na potrzeby World’s Columbian Exposition (Światowa Wystawa Kolumbijska). W tym samym roku Kongres zezwolił Mennicy Stanów Zjednoczonych na wybicie srebrnej jednodolarówki z okazji powstania pomnika generała La Fayette w Paryżu (dolar Lafayette).

W 1901 roku miała miejsce elektryfikacja mennicy w Filadelfii. W 1902 roku Kongres zezwolił mennicy na wybicie pierwsze serii złotych monet okolicznościowych (dolar Louisiana Purchase Exposition). Na awersie jednej widniał profil Thomasa Jeffersona, a na drugiej Williama McKinleya. Dwa lata później pojawiła się zgodna na wybicie złotych dolarów dolar Lewis and Clark Exposition z profilem Lewisa na awersie i profilem Clarka na rewersie. 
W 1909 roku rozpoczęła się produkcja centów z wizerunkiem Abrahama Lincolna z okazji 100. rocznicy jego urodzin.
W 1915 roku mennica otrzymuje zgodę na wybicie złotej jednodolarówki z okazji odsłonięcia pomnika McKinleya (dolar McKinley Birthplace Memorial).
W 1923 roku Kongres autoryzował wybicie okolicznościowej półdolarówki z okazji 100. rocznicy doktryny Monroego. Trzy lata później wydano zgodę na wybicie srebrnego okolicznościowego dolara z okazji podpisania pokoju pomiędzy Stanami Zjednoczonymi a Niemcami i Austrią (Dolar Pokoju).
Oddział mennicy w Filadelfii zaangażowany był także w wybijanie monet dla II Rzeczypospolitej Polskiej. Dostarczyła ona dwuzłotówki ze żniwiarką. Monety z datą 1924 wyróżniają się tym, iż zostały wybite stemplem odwróconym. Natomiast te, które na awersie mają rok 1925 nie mają znaku mennicy i zostały już wybite stemplem zwykłym. Dwuzłotówki z Filadelfii bite stemplem odwróconym były jedynymi takimi monetami obiegowymi II RP.
W 1932 roku ma miejsce emisja nowej ćwierćdolarówki z Jerzym Waszyngtonem. Wzrost zapotrzebowania na złoto i srebro wymusił na Mennicy Stanów Zjednoczonych znalezienie miejsca, w którym będzie trzeba przechowywać kruszec. Ponadto w 1934 roku doszło do wycofania złota z obiegu. W 1936 roku w Fort Knox w Kentucky otwarto skarbiec złota. Dwa lata później otwarto również skarbiec srebra. Od 1973 roku Fort Knox stał się także mennicą, która w celu odciążenia innych oddziałów zaczęła wybijać jednocentówki. W 1976 roku w Fort Knox wybijano również okolicznościowe ćwierćdolarówki z okazji 200. rocznicy niepodległości. Cztery lata później rozpoczęto wybijanie złotych medali.

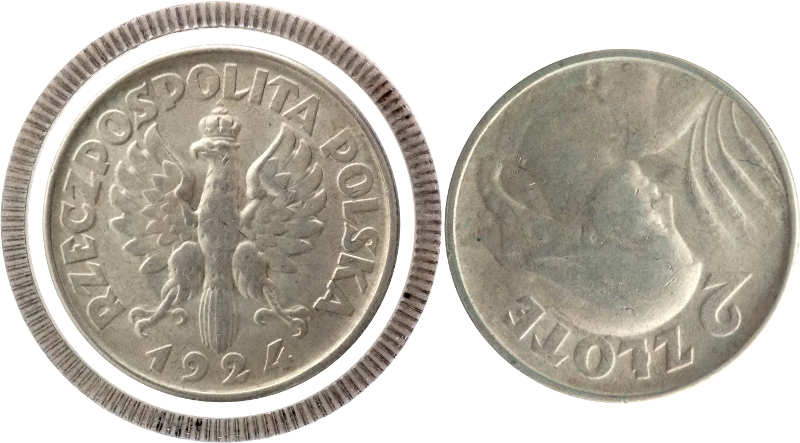
Moneta dwuzłotowa z 1924 roku wybita stemplem odwróconym

W trakcie II wojny światowej, z powodu niedoborów miedzi mennica zaczyna wybijać jednocentówki z ocynkowanej stali.
W 1964 roku mennica zaczyna wybijać i emitować pierwsze półdolarówki z Johnem F. Kennedym. Rok później wycofano srebro jako kruszec, z którego produkuje się monety obiegowe. W 1971 roku mennica rozpoczyna bicie pierwszych półdolarówek z Dwightem Eisenhowerem. W 1981 roku wybite zostają srebrne półdolarówki upamiętniające 250. rocznicę urodzin Jerzego Waszyngtona. Jest to pierwsza moneta okolicznościowa od lat 50. W następnym roku mennica zmienia skład jednocentówki z miedzi na cynk pokryty miedzią. W 1984 roku, z okazji letnich Igrzysk Olimpijskich, zostaje wybita pierwsza złota moneta okolicznościowa od 50 lat w Stanach Zjednoczonych. 18 października 1985 roku rozpoczyna się wybijanie złotej pięciodolarówki (dolar Statue of Liberty). Rok później mennica wybija monetę bulionową American Gold Eagle.
15 listopada 1990 roku Kongres zezwolił Mennicy Stanów Zjednoczonych na wydawanie corocznych zestawów monet srebrnych. Od 1997 roku mennica może wybijać pierwsze monety wykonane z platyny w historii Stanów Zjednoczonych. Od 1999 roku do 2008 roku mennica emitowała serię ćwierćdolarówek z amerykańskimi stanami. W 2006 roku mennica rozpoczęła wybijanie pierwszej 24-karatowej złotej monety w historii (American Buffalo). Projektem nawiązuje do pięciocentówki, która była wybijana w latach 1913–1938. Od 2007 roku mennica wybija jednodolarówki z prezydentami Stanów Zjednoczonych.

## Oddziały mennicy

### Filadelfia

Budynek mennicy w Filadelfii

Mennica w Filadelfii była pierwszą mennicą Stanów Zjednoczonych. W 1795 roku jako pierwsza mennica zatrudniła dwie kobiety w roli kontrolerów wagi monet. W Filadelfii wprowadzono do użytku pierwszą maszynę parową w kraju. Obecnie w tym oddziale wybija się monety obiegowe, monety okolicznościowe zatwierdzone przez Kongres Stanów Zjednoczonych, medale i nieobiegowe zestawy monet. Oddział filadelfijski zatrudnia artystów odpowiedzialnych za projekty i wygląd wszystkich monet i medali w Stanach Zjednoczonych.
Znak mennicy: brak lub P.

### Denver

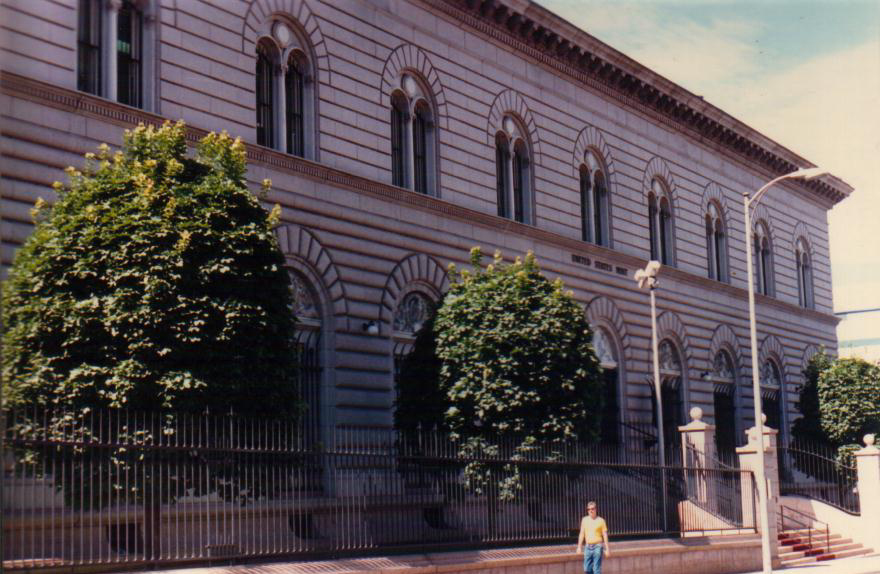
Budynek mennicy w Denver

Oddział w Denver został założony w 1862 roku w celu wybijania wyłącznie monet złotych. W tym celu rząd wykupił budynek istniejącej już w mieście mennicy Clark, Gruber & Company. Rok później mennica stała się urzędem probierczym. Nie wybijała monet, a jedynie skupowała, przetapiała, rafinowała złoto i formowała je w sztabki. Dopiero 1895 roku Kongres zezwolił na bicie w tym oddziale monet srebrnych i złotych. Jednak pierwsze z nich zaczęto wybijać w 1904 roku. Pod jego koniec oszacowano, że wybito 2 132 250 sztuk srebrnych i złotych monet o wartości 17 900 000 dolarów. W 1934 roku Denver składowało 1/3 krajowego złota. 31 sierpnia z San Francisco przybył transport złotych sztabek o wadze 57 milionów uncji. W 2000 roku w Denver wybito 15,4 miliarda monet. Była to największa liczba monet wybitych przez pojedynczą mennicę w Stanach Zjednoczonych. W Denver wybija się monety obiegowe, zaakceptowane przez Kongres monety okolicznościowe i nieobiegowe zestawy monet.
Znak mennicy: D.

### Fort Knox

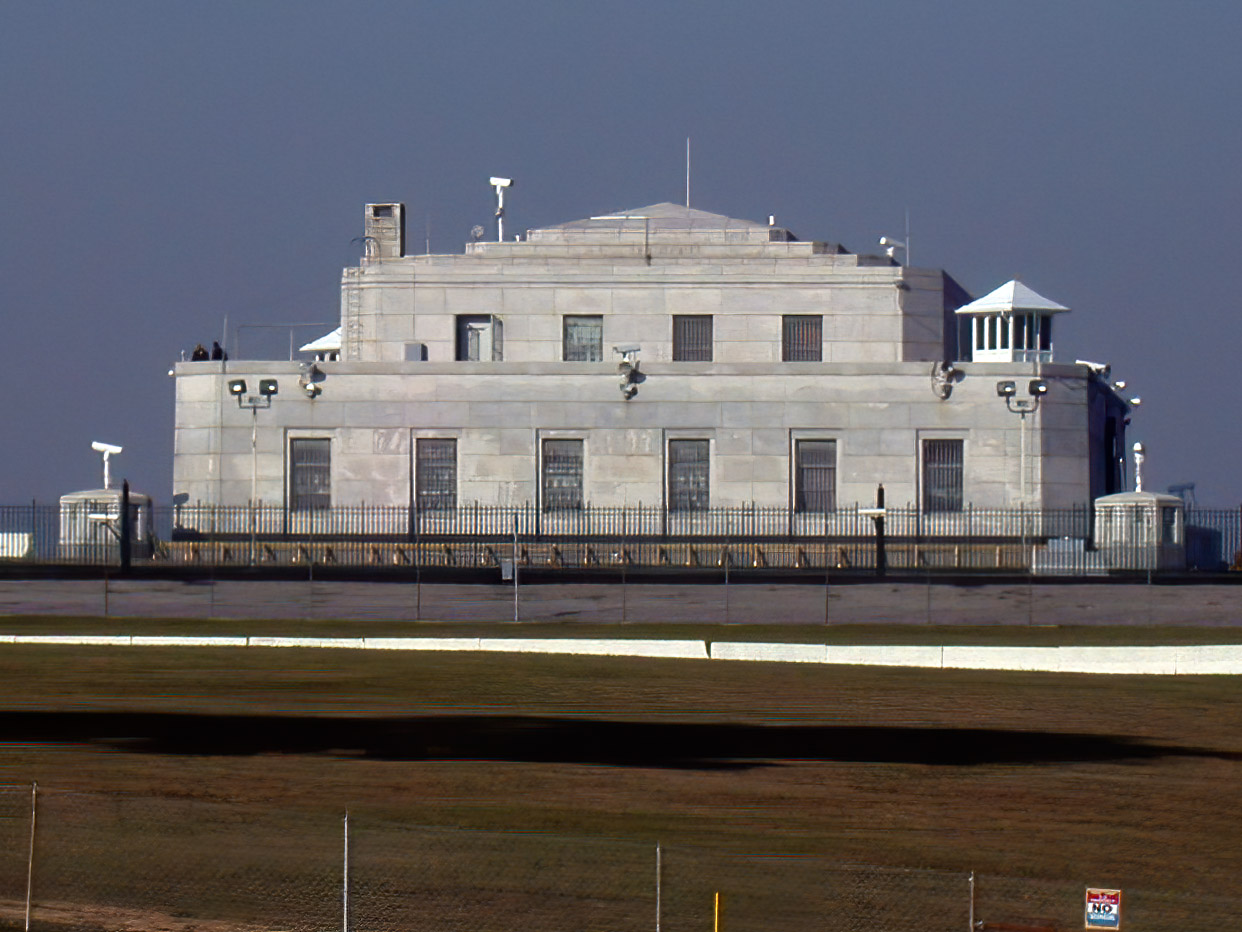
Budynek depozytu w Fort Knox

W 1935 roku Kongres zaakceptował przekazanie części obszaru wojskowego na potrzeby Departamentu Skarbu w celu stworzenia depozytu dla krajowych rezerw kruszcowych. W 1936 roku ukończono budowę, a rok później przyjechały pierwsze transporty złota z Filadelfii i Nowego Jorku. W Forcie Knox przechowywano czasowo Konstytucję Stanów Zjednoczonych, Deklarację Niepodległości, Kartę Praw Stanów Zjednoczonych, Magna Charta Libertatum, a także miecz, berło i koronę św. Stefana, zanim powróciły na Węgry w 1978 roku.
Podaje się, że w Forcie Knox przechowywanych jest 147,3 miliony uncji złota (w punkcie szczytowym w 1941 roku było to 649,6 miliona uncji). Złoto to jest przechowywane jako aktywa Stanów Zjednoczonych o wartości 42,22 dolarów za uncję.

### San Francisco

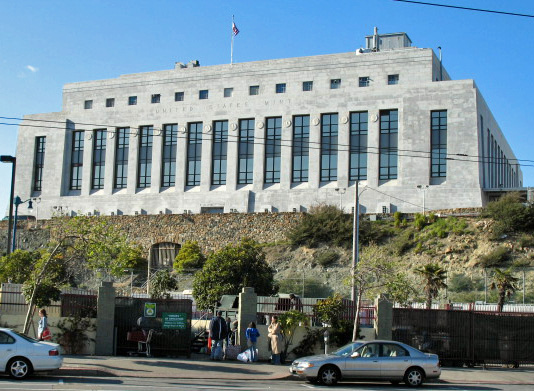
Nowy budynek mennicy w San Francisco

Oddział powstał w 1852 roku. W 1854 wybił złote monety o łącznej wartości 4 084 207 dolarów. W 1955 roku w mennicy wstrzymano wybijanie monet. Siedem lat później Kongres przekształcił oddział w urząd probierczy. W 1965 roku zezwolono, aby oddział w San Francisco mógł wybijać monety, ale wciąż jako urząd probierczy. Trzy lata później San Francisco przejęło od Filadelfii wybijanie monet lustrzanych. Status mennicy przywrócono oddziałowi decyzją Kongresu w 1988 roku. W 2015 roku zapadła decyzja o robotyzacji oddziału w celu szybszego pakowania zestawów monet lustrzanych. Mennica w San Francisco współcześnie zajmuje się mennictwem lustrzanym, okolicznościowym i platerowanym.
Znak mennicy: S.

### West Point
Oddział mennicy w West Point został otwarty obok Akademii West Point w 1938 roku jako depozyt srebra. W latach 1973–1986 w West Point wybijano jednocentówki. W 1976 roku rozpoczęto wybijanie ćwierćdolarówek z okazji 200. rocznicy niepodległości Stanów Zjednoczonych. Pracę te wykonywały maszyny mogące wybijać cztery monety w jednym czasie. W 1980 roku oddział rozpoczął produkcję złotych medali. Osiem lat później oddział otrzymał status mennicy. W 1997 roku w West Point rozpoczęto wybijanie pierwszych platynowych monet American Eagle, a w 2000 roku zainicjowano bimetalowe monety ze złota i platyny. W 2017 roku rozpoczęto bicie pierwszych monet American Eagle z palladu. Od 2019 roku mennica w West Point produkowała ćwierćdolarówki z serii Piękna Ameryka ze znakiem menniczym W. Oddział mennicy Stanów Zjednoczonych w West Point zajmuje się współcześnie wybijaniem lustrzanych monet American Eagle w złocie, srebrze i platynie, złotych monet American Buffalo i monet okolicznościowych.
Znak mennicy: W.